# Jonas Rathsman
Jonas Rathsman est un musicien et graphiste suédois.

## Biographie
Il naît dans un petit village de l'ouest de la Suède. À l'âge de 18 ans, il commence à organiser des soirées dans les boîtes de nuit de Göteborg. Grâce à cette plateforme, Jonas Rathsman commence à produire de la musique sous son propre nom et attitre rapidement l'attention du label French Express. C'est avec French Express qu'il commence à sortir sa musique, en commençant en 2011 avec le bass heavy Love Is My Middle Name qui figure sur le deuxième volet de la compilation de French Express. Jonas suit rapidement ce succès avec son premier album solo sur French Express, Tobago/Feeling You, qui reçoit le soutien de personnalités telles que The Magician.
La réputation de Jonas continue de croître après deux autres sorties sur French Express, Since I Don't Have You et W4W, qui reçoivent le soutien de Pete Tong sur BBC Radio 1.
Il continue à alimenter le monde de la musique house underground avec des sorties sur French Express et ses productions conduisent finalement Pete Tong à désigner Jonas Rathsman comme sa « Future Star » pour 2014. En conséquence, il est invité à remixer le single de Sam Smith, Like I Can, plus tard dans l'année.
Disclosure devient le bailleur de fonds le plus important et l'invite à produire la première sortie de leur nouvelle extension de Method Records, Method White,. Wolfsbane sort le 23 mars 2015.

## Discographie

### Singles
- 2011 : Love Is My Middle Name[3] (French Express)
- 2011 : Tobago[9] (French Express)
- 2011 : Feeling You[9] (French Express)
- 2012 : Since I Don't Have You[10] (French Express)
- 2012 : W4W[11] (French Express)
- 2013 : Bringing You Down[12]  (French Express)
- 2013 : Yes I Am[13] (Local Talk)
- 2013 : Feel What I Feel[14] (French Express)
- 2014 : I Hope I'm Wrong[15]  (French Express)
- 2014 : Skepparkrans[16]  (French Express)
- 2015 : Wolfsbane[17] (Method White)
- 2015 : New Generation[18] (KX)
- 2016 : Complex[19] (Crosstown Rebels)
- 2017 : X Series Volume 1[20] (Elements)
- 2017 : Within Borders EP (Elements)
- 2018 : Draumzer EP (Mobilee)

### Remixes
- 2013 : Coming Down[21] (Monkey Safari)
- 2013 : Strong[22] (London Grammar)
- 2013 : Another Love[23] (Tom Odell)
- 2014 : I Got U[24] (Duke Dumont)
- 2014 : Love Sublime[25] (Tensnake)
- 2014 : Call[26] (Francesco Yates)
- 2014 : Like I Can[5] (Sam Smith)
- 2015 : Omen[27] (Disclosure)